# Slowakije op de Olympische Winterspelen 2014
Slowakije was een van de landen die deelnam aan de Olympische Winterspelen 2014 in Sotsji, Rusland.

## Medailleoverzicht
| Sport   | Olympiër           | Onderdeel         | Medaille |
| ------- | ------------------ | ----------------- | -------- |
| Biatlon | Anastasiya Kuzmina | 7,5 km sprint (v) | Goud     |

## Deelnemers en resultaten
(m) = mannen, (v) = vrouwen 

### Alpineskiën
Mannen
| Olympiër      | Onderdeel    | Resultaat | Prestatie                                                           |
| ------------- | ------------ | --------- | ------------------------------------------------------------------- |
| Martin Bendik | Combinatie   | DNF-1     | afdaling: niet gefinisht                                            |
| Martin Bendik | Afdaling     | 45e       | 2.15,39 (+9,16)                                                     |
| Martin Bendik | Super G      | 43e       | 1.23,06 (+4,92)                                                     |
| Matej Falat   | Combinatie   | DNF-1     | afdaling: niet gefinisht                                            |
| Matej Falat   | Slalom       | DNF-1     | 1e run: niet gefinisht                                              |
| Matej Falat   | Super G      | 42e       | 1.22,81 (+4,67)                                                     |
| Adam Žampa    | Combinatie   | 5e        | afdaling: 1.56,23 (27e) slalom: 50,11 (1e) totaal: 2.46,34 (+1,14)  |
| Adam Žampa    | Reuzenslalom | 22e       | 1e run: 1.23,13 (20e) 2e run: 1.25,28 (26e) totaal: 2.48,41 (+3,12) |
| Adam Žampa    | Slalom       | 6e        | 1e run: 49,34 (26e) 2e run: 53,94 (1e) totaal: 1.43,28 (+1,44)      |
| Adam Žampa    | Super G      | 28e       | 1.20,95 (+2,81)                                                     |
| Andreas Žampa | Reuzenslalom | 32e       | 1e run: 1.25,54 (36e) 2e run: 1.26.08 (32e) totaal: 2.51,62 (+6,33) |
| Andreas Žampa | Slalom       | DNF-2     | 1e run: 58,65 (67e) 2e run: niet gefinisht                          |
| Andreas Žampa | Super G      | 36e       | 1.22,42 (+4,28)                                                     |

Vrouwen
| Olympiër          | Onderdeel    | Resultaat | Prestatie |
| ----------------- | ------------ | --------- | --------- |
| Jana Gantnerová   | Combinatie   |           |           |
| Jana Gantnerová   | Slalom       |           |           |
| Barbara Kantorova | Reuzenslalom |           |           |
| Barbara Kantorova | Slalom       |           |           |
| Barbara Kantorova | Super G      |           |           |
| Barbora Lukacova  | Reuzenslalom |           |           |
| Barbora Lukacova  | Slalom       |           |           |
| Kristina Saalova  | Combinatie   |           |           |
| Kristina Saalova  | Afdaling     |           |           |
| Kristina Saalova  | Reuzenslalom |           |           |
| Kristina Saalova  | Super G      |           |           |
| Petra Vlhova      | Reuzenslalom |           |           |
| Petra Vlhova      | Slalom       |           |           |

### Biatlon
Mannen
| Olympiër                                                 | Onderdeel     | Resultaat | Prestatie |
| -------------------------------------------------------- | ------------- | --------- | --------- |
| Tomas Hasilla                                            | Individueel   |           |           |
| Tomas Hasilla                                            | Sprint        |           |           |
| Pavol Hurajt                                             | Individueel   |           |           |
| Pavol Hurajt                                             | Sprint        |           |           |
| Pavol Hurajt                                             | Achtervolging |           |           |
| Matej Kazar                                              | Individueel   |           |           |
| Matej Kazar                                              | Sprint        |           |           |
| Matej Kazar                                              | Achtervolging |           |           |
| Matej Kazar                                              | Massastart    |           |           |
| Miroslav Matiasko                                        | Individueel   |           |           |
| Martin Otcenas                                           | Sprint        |           |           |
| Pavol Hurajt Tomas Hasilla Miroslav Matiasko Matej Kazar | Estafette     |           |           |

Vrouwen
| Olympiër                                                            | Onderdeel     | Resultaat | Prestatie |
| ------------------------------------------------------------------- | ------------- | --------- | --------- |
| Martina Chrapanova                                                  | Individueel   |           |           |
| Martina Chrapanova                                                  | Sprint        |           |           |
| Paulina Fialkova                                                    | Sprint        |           |           |
| Jana Gerekova                                                       | Individueel   |           |           |
| Jana Gerekova                                                       | Sprint        |           |           |
| Jana Gerekova                                                       | Achtervolging |           |           |
| Anastasiya Kuzmina                                                  | Individueel   |           |           |
| Anastasiya Kuzmina                                                  | Sprint        |           |           |
| Anastasiya Kuzmina                                                  | Achtervolging |           |           |
| Anastasiya Kuzmina                                                  | Massastart    |           |           |
| Terezia Poliakova                                                   | Individueel   |           |           |
| Jana Gerekova Paulina Fialkova Terezia Poliakova Martina Chrapanova | Estafette     |           |           |

Gemengd
| Olympiër                                                  | Onderdeel          | Resultaat | Prestatie |
| --------------------------------------------------------- | ------------------ | --------- | --------- |
| Jana Gerekova Anastasiya Kuzmina Pavol Hurajt Matej Kazar | Gemengde estafette |           |           |

### Bobsleeën
| Olympiër                                                | Onderdeel    | Resultaat | Prestatie |
| ------------------------------------------------------- | ------------ | --------- | --------- |
| Milan Jagnesak Petr Narovec Lukas Kozienka Juraj Mokras | Viermans (m) |           |           |

### Freestyleskiën
| Olympiër         | Onderdeel      | Resultaat | Prestatie |
| ---------------- | -------------- | --------- | --------- |
| Natalia Slepecka | Slopestyle (v) |           |           |
| Zuzana Stromkova | Slopestyle (v) |           |           |

### Kunstrijden
| Olympiër        | Onderdeel | Resultaat | Prestatie                                   |
| --------------- | --------- | --------- | ------------------------------------------- |
| Nicole Rajičová | Vrouwen   | 24e       | 125.00 (korte kür: 49.80, vrije kür: 75.20) |

### Langlaufen
| Olympiër                            | Onderdeel             | Resultaat | Prestatie |
| ----------------------------------- | --------------------- | --------- | --------- |
| Martin Bajcicak                     | 15 km klassiek (m)    |           |           |
| Martin Bajcicak                     | 30 km skiatlon (m)    |           |           |
| Martin Bajcicak                     | 50 km vrije stijl (m) |           |           |
| Peter Mlynar                        | Sprint (m)            |           |           |
| Peter Mlynar                        | 15 km klassiek (m)    |           |           |
| Peter Mlynar Martin Bajcicak        | Teamsprint (m)        |           |           |
|                                     |                       |           |           |
| Daniela Kotschova                   | Sprint (v)            |           |           |
| Alena Prochazkova                   | Sprint (v)            |           |           |
| Alena Prochazkova                   | 10 km klassiek (v)    |           |           |
| Alena Prochazkova Daniela Kotschova | Teamsprint (v)        |           |           |

### Rodelen
| Olympiër                                                  | Onderdeel | Resultaat | Prestatie |
| --------------------------------------------------------- | --------- | --------- | --------- |
| Jozef Ninis                                               | Mannen    |           |           |
| Viera Gburova                                             | Vrouwen   |           |           |
| Jozef Petrulak Marian Zemanik                             | Dubbels   |           |           |
| Marek Solcansky Karol Stuchlak                            | Dubbels   |           |           |
| Viera Gburova Jozef Ninis Jozef Petrulak / Marian Zemanik | Estafette |           |           |

### Shorttrack
| Olympiër       | Onderdeel  | Resultaat | Prestatie |
| -------------- | ---------- | --------- | --------- |
| Tatiana Bodova | 1500 m (v) |           |           |

### IJshockey
| Olympiër | Onderdeel | Resultaat | Prestatie |
| --- | --------- | --------- | --------- |
| Peter Budaj Jaroslav Halak Jan Laco Ivan Baranka Andrej Meszaros Tomas Starosta Rene Vydareny Zdeno Chara Andrej Sekera Martin Marincin Milan Jurcina Tomas Jurco Michal Handzus Richard Panik Tomas Surovy Milan Bartovic Tomas Marcinko Tomas Zaborsky Marián Hossa Tomas Kopecky Peter Olvecky Marcel Hossa Tomas Tatar Michel Miklik Branko Radivojevic | Mannen    |           |           |